# Bartramia longiseta
Bartramia longiseta là một loài rêu trong họ Bartramiaceae. Loài này được Michx. mô tả khoa học đầu tiên năm 1803.